# 가미하마촌
가미하마촌(上浜村)은 아키타현 유리군에 있던 촌이다. 현재의 니카호시 남단에 해당한다.
현재는 우에하마역을 시작으로 우에하마 우체국등에 이름이 남아있다.

## 역사
- 1889년 4월 1일 - 정촌제 시행에 의해 7촌의 구역으로 가미하마촌이 성립하였다.
- 1955년 3월 31일 - 기사카타정, 가미고촌과 합병해 새로운 기사카타정이 됨에 따라 소멸하였다.

## 교통

### 철도
- 일본국유철도 우에쓰 본선

### 도로
- 국도 7호선